# Phyllodromica pallidula
Phyllodromica pallidula es una especie de cucaracha del género Phyllodromica, familia Ectobiidae. Fue descrita científicamente por Princis en 1965.
Habita en España.